# Шон Горкофф
Шон Горкофф (англ. Shawn Horcoff; 17 вересня 1978, м. Трейл, Канада) — канадський хокеїст, центральний нападник. 
Виступав за Університет штату Мічиган (NCAA), «Гамільтон Бульдогс» (АХЛ), «Едмонтон Ойлерс», ХК «Мора», «Даллас Старс», «Анагайм Дакс».
В чемпіонатах НХЛ — 949 матчів (180+316), у турнірах Кубка Стенлі — 41 матч (11+18). В чемпіонатах Швеції — 50 матчів (19+27).
У складі національної збірної Канади учасник чемпіонатів світу 2003, 2004 і 2009 (27 матчів, 7+9).  
Досягнення
- Чемпіон світу (2003, 2004), срібний призер (2009)
- Учасник матчу всіх зірок НХЛ (2008).